# Badersdorf
Badersdorf è un comune austriaco di 292 abitanti nel distretto di Oberwart, in Burgenland. Tra il 1971 e il 1993 era stato accorpato al comune di Kohfidisch.